# Α-terpineolo
L'α-terpineolo è un alcol naturale monoterpenico isolato da una varietà di fonti come l'olio essenziale di pino e l'olio petitgrain. La sua presenza è in genere accompagnata da piccole percentuali dei due isomeri β-terpineolo e γ-terpineolo. La miscela naturale dei tre isomeri prendi il nome generico di terpineolo.

## Note

Isomeri del terpineolo: alfa-, beta-, gamma-, e terpinen-4-olo